# Баня-Ковиляча
Баня-Ковиляча (серб. Бања Ковиљача) — населённый пункт городского типа в Сербии, в Мачванском округе, в общине Лозница.

## География
Баня-Ковиляча расположена в западной части Сербии, в регионе Подринье, который получил своё название от реки Дрина. Город расположен у подножия лесистой горы Гучево (779 м), на дороге Мали-Зворник—Лозница. В 5 км от города имеется пограничный переход в Боснию и Герцеговину.

## История
История города тесно связана с использованием расположенных здесь источников минеральных вод. В 1858 году в Баня-Ковиляче сооружено первое здание на 10 комнат для гостей, желающих посетить курорт. В 1867 году, во время правления Михаила Обреновича, курорт попадает под государственную защиту. В 1908 году король Пётр I Карагеоргиевич объявляет курорт своей резиденцией и строит здание купальницы с серными ваннами, которое сохранилось до наших дней.
В 1941 году здесь разгорелось одно из сражений Второй мировой войны, в ходе которого объединённые силы четников и партизан взяли город и вытеснили оттуда немцев.

## Курорт
Баня-Ковиляча — крупный курорт с источниками минеральных вод. Здесь лечат все виды ревматических заболеваний, послетравматические болезни, повреждения двигательных нейронов, проходят профилактическое лечение после операций на позвоночнике, тазобедренном и коленном суставах, а также лечат некоторые гинекологические заболевания (бесплодие).